# Big Flat (Arkansas)
Big Flat es un pueblo ubicado en el condado de Baxter en el estado estadounidense de Arkansas. En el Censo de 2010 tenía una población de 105 habitantes y una densidad poblacional de 37,36 personas por km².

## Geografía
Big Flat se encuentra ubicado en las coordenadas 36°0′24″N 92°24′39″O / 36.00667, -92.41083. Según la Oficina del Censo de los Estados Unidos, Big Flat tiene una superficie total de 2.81 km², de la cual 2.79 km² corresponden a tierra firme y (0.65%) 0.02 km² es agua.

## Demografía
Según el censo de 2010, había 105 personas residiendo en Big Flat. La densidad de población era de 37,36 hab./km². De los 105 habitantes, Big Flat estaba compuesto por el 99.05% blancos, el 0% eran afroamericanos, el 0% eran amerindios, el 0% eran asiáticos, el 0% eran isleños del Pacífico, el 0% eran de otras razas y el 0.95% pertenecían a dos o más razas. Del total de la población el 0.95% eran hispanos o latinos de cualquier raza.